# LEGO Alpha Team
Alpha Team is een LEGO-thema. Deze werd geproduceerd door speelgoedfabrikant LEGO van 2001 tot en met 2005.

## Verhaallijn

### 2001
Alpha Team begon als een topgeheime groep onder leiderschap van Dash Justice. De schurk Ogel maakte orbs waarmee normale burgers tot slaven werden gemaakt. Alpha Team greep in en versloeg Ogel en zorgde ervoor dat iedereen weer normaal werd. Ook vernielde Alpha Team de 'orb machine' (in het computerspel Alpha Team). Ogel wist te ontsnappen.

### 2002
In 2002 werd Alpha Team veranderd, het werd uitgebracht onder de naam: Mission Deep Sea. Ogel is terug met nog ergere 'drones'. Ogel heeft de orbs aangepast zodat zeewezens kunnen worden veranderd in mutanten. Ogels linkerhand werd vervangen door een transparante rode haak. Volgens geruchten is hij zijn hand verloren in gevechten met Alpha Team. Alpha Teams hulpmiddel TeeVee (een televisie met benen en een antenne) kan ook dienstdoen als verkenningsvoertuig voor onder water. In een filmpje op de website van LEGO werd het plan van Ogel om alle zeewezens in mutanten te veranderen gedwarsboomd door Dash. Hij draaide de orbfabrieksmachines om waardoor alle zeewezens weer normaal werden. Ook dit keer wist Ogel te ontsnappen.

### 2004
Alpha Team werd grondig veranderd. Het teamsymbool veranderde, personages Crunch en Cam werden vervangen door Diamond Tooth respectievelijk Arrow en de rode haak van Ogel werd blauw. Ook kreeg Alpha Team meer technische hulpmiddelen. Zo kunnen ze hun voertuigen in 'Alpha mode' zetten, hiermee veranderen de voertuigen van vorm zonder al te veel te hoeven ombouwen.
Dit keer bestond het plan van Ogel er niet uit om wezens te veranderen zoals in de voorgaande jaren, maar om de wereld te beschadigen. Hij wilde de wereld laten bevriezen vanuit zijn basis in Antarctica met ijsorbs. Later bleek dat hij ook de tijd wilde laten bevriezen. IJsorbs zijn totaal verschillend van de eerdere orbs. Zij veranderen niet langer wezens door middel van hersenspoelen of mutatie. In plaats daarvan bevriezen ze alles wat ze aanraken.
Alpha Team ontdekte de basis van Ogel en begonnen tegen hem te vechten waarbij bijna alle leden van Alpha Team werden bevroren. Zed, een lid van Alpha Team, bereikte pas rond dit moment de basis en bevrijdde de overige teamleden. Terwijl de overige leden de drones aanpakten ging Zed in gevecht met Ogel. In het LEGO magazine werd aan fans gevraagd om verhalen in te sturen over het gevecht van Zed met Ogel. Het tijdschrift publiceerde geen enkel verhaal, maar aangenomen werd dat Zed het gevecht heeft gewonnen en de wereld weer normaal was.

## Figuren

### Alpha Team
Hoofdkarakters
- Dash Justice: Teamleider, heldhaftig, houdt van de zee.
- Radia: Laserexpert. Zij heeft de leiding in de cockpit van het mobiele Command Center. Erg mooi.
- Crunch: Explosievenexpert.
- Charge: Elektricien, heeft handschoenen waarmee hij kan vliegen
- Cam Attaway: Hoofdmecanicien.
- Flex: Touwexpert.
- Tee-Vee: Assistent.

Karakters die extra zijn in World Freeze:
- Arrow: Mechanicien.
- Diamond Tooth: Mijnexpert.
- Gearbox: De bouwer van de Tundra Tracker.
- Zed: Speciale agent en piloot van de Blizzard Blaster.

### Ogel
- Ogel: De meedogenloze schurk van dit LEGO-thema. Hij was verliefd op Radia. Ogel is het omgekeerde van LEGO. In een uitgave van het LEGO magazine werd uitgelegd dat LEGO leuk is en dat het omgekeerde, OGEL dus, niet leuk is. Ogel is een afstammeling van Vladek, een schurk in het thema Lego Knights Kingdom.
- Skeleton Drones: Ogels helpers. Mensen die onder invloed zijn van de Mind Control Orbs. Hun uiterlijk verandert in de loop van de serie.
- Super Ice Drone: Een Skeleton Drone met een zwart hoofd dat de Scorpion Orb Launcher bestuurt.

## Kwaadaardige Orbs
Een Evil Orb is het belangrijkste wapen van Ogel, er zijn drie soorten:
- Mind Control Orb: Deze Orb maakt van normale burgers een soort Skeleton drones.
- Mind Control Orb 2.0: Doet eigenlijk hetzelfde, maar ook bij zeewezens.
- Ice Orb: Bevriest alles wat het aanraakt.

## Bases van Ogel
Ogel heeft verschillende bases gehad:
- Ogel Island Laboratory: Hier verbouwt Ogel de planten die worden gebruikt voor de evil orbs. Hij vervoert ze met zijn Trouble Train.
- Goo caverns: Ogel oogst de mest gebruikt in de evil orbs. Samen met de planten worden ze vervoerd in zijn Trouble Sub.
- Ogel's Undersea Base: Alle componenten van de evils orbs worden hier samengevoegd door de D.O.O.M.-machine (Device for Ominous Orb Manufacture).
- Ogel's Hidden Arctic Base: Hier worden de IJsorbs in de Boggle Rocket gestopt zodat ze over de hele wereld verspreid konden worden.

### Bases in de LEGO-sets
Ogel heeft verschillende bases in de vorm van LEGO-bouwdozen. Al zijn bases zijn voorzien van een groot doodshoofd.
- Ogel Control Center
- Ogel's Mission Deep Sea Base
- Ogel Mountain Fortress

## Computerspellen
Het verhaal van Alpha Team is grotendeels verteld door middel van computerspellen. Zo is er in 2000 een spel uitgegeven waarin agent Dash de andere Alpha Teamleden moest bevrijden uit de handen van Ogel en de productie van mind control orbs moest afbreken. De bevrijde agenten konden ook worden gebruikt. Dit spel werd ontwikkeld voor LEGO media door spelontwikkelaar Digital Domain. De werktitel van het spel was "LEGO Logic" en het team werd nog "TILT (Trans-International Lego Team)" genoemd.
Ook zijn er verschillende online-spellen uitgebracht die gebruik maakten van Macromedia Flash.
- Het eerste spel speelde rond Dash en Cam die Ogels plannen om het weer te controleren dwarsboomden.
- Bij Mission Deep Sea was er geen spel maar een filmpje.
- Het derde spel was een trilogie die zich afspeelde rond de verhaallijn uit 2004/2005. Dit spel speelde niet zozeer om de personages maar om de voertuigen.

## Producten
((MDS)= Mission Deep Sea outfit)

### Original Alpha Team
- 6771 Ogel Command Striker

Minifiguur: Ogel
- 6772 Alpha Team Cruiser

Minifiguur: Radia
- 6773 Alpha Team Helicopter

Minifiguur: Dash
- 6774 Alpha Team ATV

Minifiguren: Flex, Cam
- 6775 Alpha Team Bomb Squad

Minifiguren: Tee Vee, Crunch, Charge
- 6776 Ogel Control Center

Minifiguren: Ogel, Drone Minion Commanders (twee)

### Mission Deep Sea
- 1425/ 4800 Dash Jet Sub

Minifiguur: Dash(MDS)
- 1426 Cam Wing Diver

Minifiguur: Cam(MDS)
- 1427/4798 Ogel Marine Slizer

Minifiguur: Ogel(MDS)
- 3391 Dash
- 4788 Ogel Mutant Ray

Minifiguren: Skeleton Drones (twee)
Animals: Octopus
- 4789 AT Aquatic Mech

Minifiguur: Dash(MDS)
Dieren: Black Sawfish
- 4790 Alpha Team Robot Diver

Minifiguur: Charge(MDS)
- 4791 Alpha Team Sub-Surface Scooter

Minifiguur: Flex(MDS)
- 4792 Alpha Team Navigator and ROV

Minifiguur: Cam(MDS)
- 4793 Ogel Shark Sub

Minifiguren: Skeleton Drones (Two), Drone Pilot
- 4794 Alpha Team Command Patrol

Minifiguren: Radia, Crunch
- 4795 Ogel Underwater Base and AT Sub

Minifiguren: Dash, Ogel, Skeleton Drones (twee)
- 4796 Ogel Mutant Squid

Minifiguur: Ogel(MDS)
- 4797 Ogel Mutant Killer Whale

Minifiguur: Skeleton Drone
- 4799 Ogel Drone Octopus

Minifiguur: Skeleton Drone
Dieren: Octopus .

### World Freeze
- 4742 Chill Speeder

Minifiguren: Flex.
- 4743 Ice Blade

Minifiguren: Charge.
- 4744 Tundra Tracker

Minifiguren: Diamond Tooth, Radia.
- 4745 Blue Eagle versus Snow Crawler

Minifiguren: Dash, Ice Drone.
- 4746 Mobile Command Center

Minifiguren: Charge, Radia, Tee-Vee, Ice Drone, Arrow.
- 4748 Ogel's Mountain Fortress

Minifiguren: Dash, Ogel, Arrow, Ice Drones (twee)
- 4770 Blizzard Blaster

Minifiguren: Zed, Ice Drone.
- 4774 Scorpion Orb Launcher

Minifiguren: Super Ice Drone, Flex.

### Alpha Modes
- X-1 Snowbot Defender (4742)
- IC-2 Helicopter (4743)
- Magma Drill (4744)
- Ice Glider (4745)
- Command Center (4746)
- Ice Shark (4770)
- Viper Escape (4774)